# Hyalesthes flavovaria
Hyalesthes flavovaria är en insektsart som beskrevs av Kusnezov 1935. Hyalesthes flavovaria ingår i släktet Hyalesthes och familjen kilstritar.
Artens utbredningsområde är Turkiet. Inga underarter finns listade i Catalogue of Life.